# Michael J. Foote
Michael Joseph Foote (* 7. Juni 1963 in West Islip, New York) ist ein US-amerikanischer Paläontologe und Evolutionsbiologe.
Foote studierte Geowissenschaften an der Harvard University mit dem Bachelor-Abschluss 1985 und Evolutionsbiologie an der University of Chicago mit dem Master-Abschluss 1988 und der Promotion 1989. Seine Promotionsarbeit hatte den Titel Morphologic evolution of Cambrian and Ordovician trilobites. Danach war er Assistant Professor an der Wake Forest University, war ab 1990 Assistant Professor und Kurator an der University of Michigan und ab 1994 Associate Professor und ab 2000 Professor an der University of Chicago. 2006 bis 2015 stand er dort den Geowissenschaften vor. Er ist im Committee for Evolutionary Biology und außerdem am Field Museum in Chicago.
Er befasst sich mit Paläobiologie, Paläobiogeographie und Makroevolution, wobei er unter anderem morphologische Diversifikation von Trilobiten und Seesternen, Abschätzung von Lücken in der Fossilüberlieferung und Beeinflussung von Aussterberaten durch die Umwelt untersuchte. Foote befasste sich auch mit mathematischer Modellierung der Evolution.
2000 erhielt er den Charles Schuchert Award. Er ist Fellow der Paleontological Society.

## Schriften (Auswahl)
- mit Arnold I. Miller: Principles of Paleontology, 3. Auflage, Freeman 2007
- Survivorship analysis of Cambrian and Ordovician trilobites, Palaeobiology, Band 14, 1988, S. 258–271
- Morphological patterns of diversification: examples from trilobites, Palaeontology, Band 34, 1991, S. 461–485
- mit Stephen J. Gould: Cambrian and recent morphological diversity, Science, Band 258, 1992, S. 1816
- Models of morphological diversification, in: David Jablonski, D. H. Erwin, J. H. Lipps (Hrsg.), Evolutionary Paleobiology, University of Chicago Press 1996, S. 62–86
- The evolution of morphological diversity, Annual Review of Ecology and Systematics, Band 28, 1997, S. 129–152
- mit S. E. Peters: . Determinants of extinction in the fossil record, Nature, Band  416, 2002, S. 420–424.
- Origination and extinction through the Phanerozoic: a new approach. Journal of Geology, Band 111, 2003, S. 125–148.
- mit A. I. Miller: Increased longevities of post-Paleozoic marine genera after mass extinctions, Science, Band 302, 2003, S. 1030–1032.
- mit John Alroy u. a.: Phanerozoic trends in the global diversity of marine invertebrates, Science, Band 321, 2008, S. 97–100
- mit A. I. Miller: Epicontinental seas versus open-ocean settings:  the kinetics of mass extinction and origination, Science, Band 326, 2009, S. 1106–1109.
- mit W. Kiessling, C. Simpson: Reefs as cradles of evolution and sources of biodiversity in the Phanerozoic, Science, Band 327, 2010, S. 196–198.
- The geologic history of biodiversity, in: M. A. Bell, D. Futuyama, W. Eanes, J. Levinton (Hrsg.), Evolution since Darwin. The first 150 years, Sinauer Assoc. 2010, S. 479–510
- Evolutionary Dynamics of taxonomic structure, Biology Letters, Band 8, 2012, S. 135–148
- Environmental controls on geographic range size in marine animal genera, Paleobiology, Band 40, 2012, S. 440–458.
- mit K. A. Ritterbush, A. I. Miller: Geographic ranges of genera and their constituent species: structure, evolutionary dynamics, and extinction resistance. Paleobiology, Band 42, 2016, S. 269–288.
- mit J. S. Crampton,  R. A. Cooper, P. M. Sadler: Greenhouse-icehouse transition in the Late Ordovician marks a step change in extinction regime in the marine plankton. Proceedings of the National Academy of Sciences, USA, Band  113. 2016, S. 1498–1503.

2002 gab er mit David Jablonski das A compendium of fossil marine animal genera von Jack Sepkoski heraus.